# Sakai (Osaka)
Sakai (堺市, Sakai-shi) és una ciutat del Japó situada a la Prefectura d'Osaka. Ha estat un dels més importants ports del Japó des de l'era medieval.
D'ençà que el febrer de 2005 es va annexar la ciutat de Mihara (del districte Minamikawachi) la ciutat ha crescut fins a ser la catorzena ciutat més poblada del Japó, amb 833.414 residents el 2007.

## Geografia
Sakai es troba al sud de la ciutat d'Osaka, limitant al nord amb ella. És per això i per la gran força econòmica d'Osaka que Sakai s'ha anat transformant en una ciutat dormitori d'Osaka.

### Barris
| Mapa de Sakai          | Mapa de Sakai     | Mapa de Sakai |
| ---------------------- | ----------------- | ------------- |
| A map of Sakai's Wards |                   |               |
|                        | Nom del Districte |               |
| Rōmaji                 | Kanji             |               |
| 1                      | Sakai-ku          | 堺区          |
| 2                      | Kita-ku           | 北区          |
| 3                      | Nishi-ku          | 西区          |
| 4                      | Naka-ku           | 中区          |
| 5                      | Higashi-ku        | 東区          |
| 6                      | Mihara-ku         | 美原区        |
| 7                      | Minami-ku         | 南区          |

## Història
En el Període Muromachi, Sakai era una de les ciutats més riques del Japó. Sakai es troba a la vora de la Badia d'Osaka i a la desembocadura del riu Yamato. El famós clergue budista Zen Ikkyū va escollir viure a Sakai. En el Període Sengoku, alguns clergues cristians com Francesc Xavier el 1550, van visitar Sakai.
Després de l'arribada dels europeus, Sakai va fabricar armes de foc i un daimyo, Oda Nobunaga, va ser un dels principals clients.
Sen no Rikyū, conegut com el gran mstre de la cerimònia del te, havia estat mercader de Sakai.
El 1861 hi va haver un incident tràgic quan els habitants de Sakai s'enfrontaren amb els mariners francesos del vaixellDupleix i alguns francesos van ser assassinats i els responsables japonesos van ser sentenciats a morir per seppuku.
En els temps moderns, Sakai ha esdevingut una ciutat industrial amb un gran port. Per això va ser molt bombardejada durant la Segona Guerra Mundial.

## Política

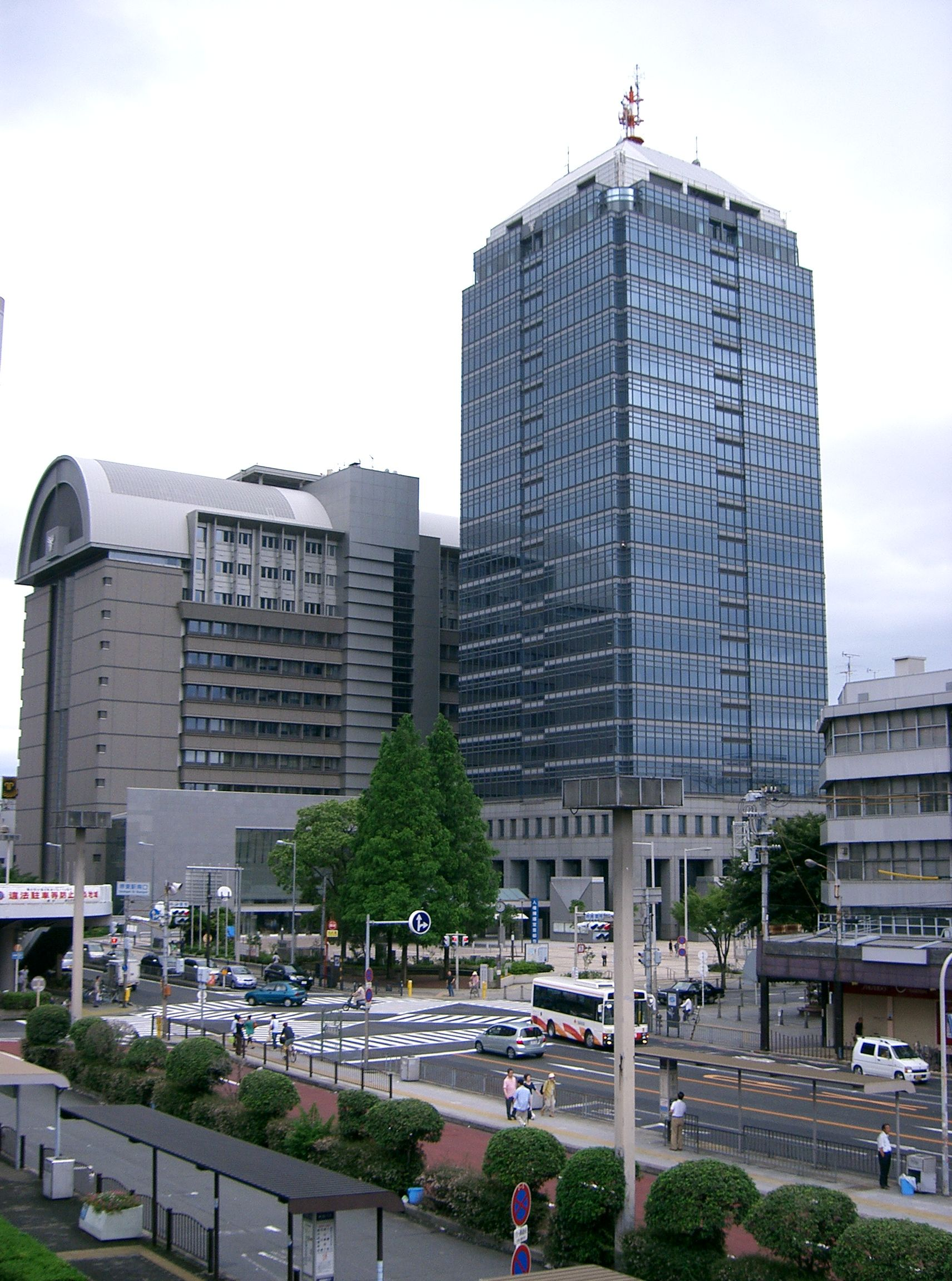
Edifici de l'ajuntament de Sakai

### Assemblea municipal
La composició del ple municipal de Sakai és la següent:
| Partit | Partit                               | Partit  | Regidors |
| ------ | ------------------------------------ | ------- | -------- |
|        | Associació de la Restauració d'Osaka | OIK     | 18 / 48  |
|        | Kōmeitō                              | KMT     | 11 / 48  |
|        | Partit Liberal Democràtic            | PLD     | 8 / 48   |
|        | PDC-PDG                              | PDC-PDG | 5 / 48   |
|        | Partit Comunista del Japó            | PCJ     | 5 / 48   |
|        | Independents                         |         | 1 / 48   |
|        | Escons vacants                       |         | 0 / 48   |

### Alcaldes
En aquesta taula només es reflecteixen els alcaldes democràtics, és a dir, des de l'any 1947.
| Període   | Alcalde           | Partit |
| --------- | ----------------- | ------ |
| 1947-1951 | Masaru Yamaguchi  | Ind    |
| 1951-1955 | Tadashi Ōtsuka    | Ind    |
| 1955-1971 | Annosuke Kawamori | Ind.   |
| 1971-1972 | Hanroku Haze      | PDS    |
| 1972-1984 | Takeo Gadō        | Ind.   |
| 1984-1989 | Kazuo Tanaka      | Ind.   |
| 1989-2001 | Takeo Sugaya      | Ind.   |
| 2001-2009 | Keisuke Kihara    | Ind.   |
| 2009-2019 | Osami Takeyama    | Ind    |
| 2019-     | Hideki Nagafuji   | OIK    |

## Universitats
- Universitat de la Prefectura d'Osaka
- Universitat Taisei Gakuin
- Universitat Tezukayama Gakuin

## Ciutats agermanades
- Berkeley, Califòrnia, 1967
- Lianyungang, Jiangsu, Xina—1983
- Tanegashima, Kagoshima, Japó—1986
- Higashiyoshino, Japón—1986
- Wellington, Nova Zelanda—1994